# المجمع الطبي للقوات المسلحة بالإسكندرية
المجمع الطبي للقوات المسلحة بالإسكندرية سابقًا مستشفي القوات المسلحة بمصطفى كامل هو مستشفى عسكري مصري يتبع إدارة الخدمات الطبية للقوات المسلحة المصرية، يقع في منطقة سيدي جابر بمدينة الإسكندرية، على مساحة حوالي 18 فدان، وُضع حجر أساس المستشفى  سنة 1972، وبدأت أعمال الإنشاءات سنة 1977، وتم افتتاحه بشكل رسمي سنة 1986، تحت اسم "مستشفي القوات المسلحة بمصطفى كامل"، وظل بهذا الاسم حتى سنة 2022 عندما تم تغييرها إلى "المجمع الطبي للقوات المسلحة بالإسكندرية"،  يضم المجمع ثلاثة مستشفيات وثلاثة مراكز تخصصية، وتبلغ السعة الاستيعابية للمجمع 450 سرير، 83 وحدة عناية مركزة، 87 وحدة غسيل كلوي، ومهبط مروحية، ويرأس المجمع لواء طبيب/ ساريه محمد حوام.

## المستشفيات والمراكز

### المستشفيات
- مستشفى القوات المسلحة بالإسكندرية.[5]
- مستشفى جراحات القلب والصدر.
- مستشفى الطوارئ وجراحات اليوم الواحد.

### المراكز
- مركز الطب الطبيعى والتأهيل.
- مركز علاج الأورام والعلاج الاشعاعى والطب النووي.
- مركز أمراض الكلى وزرع الكلى.

بالإضافة إلى الوحدات المتخصصة وهي وحدة السمعيات و التخاطب، وحدة العلاج بالأوزون، المعامل وبنك الدم، الأشعة، وحدة علاج الحروق، وحدات الصيدلة الاكلينيكية والتغذية الوريدية.

## وصلات خارجية
- الموقع الرسمي للمجمع